# Robustanoplodera taiyal
Robustanoplodera taiyal là một loài bọ cánh cứng trong họ Cerambycidae.